# Calamoideae
Arecoideae, potporodica palmi (Arecaceae).

## Opis
Potporodica Calamoideae razlučuje se kao monofiletska u svim filogenijama porodice palmi (Uhl et al., 1995; Baker et al., 1999, 2000a; Baker, Hedderson & Dransfield, 2000b, c; Asmussen et al., 2000; Asmussen & Chase, 2001; Lewis & Doyle, 2001; Hahn, 2002a).
Baker et el. (2000a, b, c) istražili su odnose unutar ove potporodice i predložili novu klasifikaciju za Calamoideae s tri plemena i devet podplemena na temelju kombinacije molekularnih i morfoloških podataka.

## Tribusi i podtribusi
1. tribusCalameae Kunth ex Lecoq & Juillet
  1. subtribus Calaminae Meisn.
  2. subtribus Korthalsiinae Becc.
    1. genus Korthalsia Blume

  3. subtribus Metroxylinae Blume
  4. subtribus Pigafettinae J. Dransf. & N.W. Uhl
  5. subtribus Plectocomiinae J. Dransf. & N.W. Uhl
  6. subtribus Salaccinae Becc.
2. tribus Eugeissoneae W.J.Baker & J.Dransf.
  1. genus Eugeissona Griff.
3. tribus Lepidocaryeae Mart. ex Dumort.
  1. subtribus Ancistrophyllinae Becc.
  2. subtribus Mauritiinae Meisn.
  3. subtribus Raphiinae H.Wendl. ; jedan rod
    1. genus Raphia P. Beauv.